# Vaglio Basilicata
Vaglio Basilicata é uma comuna italiana da região da Basilicata, província de Potenza, com cerca de 2.210 habitantes. Estende-se por uma área de 42 km², tendo uma densidade populacional de 53 hab/km². Faz fronteira com Albano di Lucania, Brindisi Montagna, Cancellara, Pietragalla, Potenza, Tolve, Tricarico (MT).

## Demografia
| Variação demográfica do município entre 1861 e 2011                               |
|                                                                                   |
| Fonte: Istituto Nazionale di Statistica (ISTAT) - Elaboração gráfica da Wikipedia |